# 舘知宏
舘 知宏（たち ともひろ、1982年 - ）は、日本の折紙工学者。折紙の数学、構造剛性、計算幾何学、建築学、材料科学のアプローチを組み合わせている。2022年度より東京大学教授。

## 経歴
2001年武蔵高等学校卒業。2005年東京大学工学部建築学科卒業。2010年東京大学大学院工学系研究科建築学専攻博士課程修了、学位論文「計算折紙幾何学に基づく建築形態デザインシステムに関する研究」で博士（工学）の学位を取得。著名な折り紙作家、剛体折紙の世界的な専門家の1人とされている。彼の作品には、鏡面仕上げの金属から折りたたんだ「計算された正確な裸鰓類」や、イスラエルのティコティン日本美術館に展示されているユタ・ティーポットの折り紙バージョンなどがある。
田中浩也とは、2020年に出版された日本語書籍「コンピュテーショナル・ファブリケーション」の共同著者である。

## 著書

### 共著
- 砂山太一、大野友資、舘知宏、豊田啓介、松川昌平、三木優彰、吉田博則、木内俊克 ほか『マテリアライジング・デコーディング : 情報と物質とそのあいだ』millegraph、2014年7月。ISBN 978-4-9905436-3-1。
- 鈴木賢次郎、横山ゆりか、金井崇、舘知宏『3D-CAD/CG入門 : Inventorと3ds Maxで学ぶ図形科学』（第3版）サイエンス社〈Information & computing ; 115〉、2016年9月。ISBN 978-4-7819-1389-6。
- 田中浩也、舘知宏『コンピュテーショナル・ファブリケーション : 「折る」「詰む」のデザインとサイエンス』彰国社、2020年6月。ISBN 978-4-395-32154-4。
- 横山ゆりか、金井崇、舘知宏、三木優彰『3D-CADで学ぶ図形科学入門』サイエンス社〈Information & computing ; 123〉、2022年9月。ISBN 978-4-7819-1555-5。

### 共編
- 三浦, 公亮; 川崎, 敏和; 舘, 知宏 et al., eds (2015). Origami 6 : proceedings of the sixth international meeting on origami science, mathematics, and education. American Mathematical Society. NCID BB20463363. OCLC 945485506
  - 上原隆平 訳『折り紙数理の広がり』森北出版、2018年11月。ISBN 978-4-627-01701-6。

### カタログ
- 野老朝雄、舘知宏、三木優彰『Connecting Artifacts : つながるかたち展 01』東京大学大学院総合文化研究科・教養学部 駒場博物館「つながるかたち」展実行委員会、2022年10月。 NCID BD0077570X。